# Carl Frederik Harries
Carl Frederik Harries (23. prosince 1872, Hanstedgård, Hansted Sogn – 1938) byl dánský inspektor jižního Grónska.

## Životopis
Carl Frederik Harries byl synem statkáře Nikolaje Augusta Theodora Harriese a jeho manželky Ane Marie Qvitzau. Heinrich Harries byl jeho prastrýc. Harries složil hlavní zkoušku v Horsensu v roce 1889. Ve stejném roce začal pracovat jako dobrovolník v Královské grónské obchodní společnosti v Kodani. V roce 1893 přešel do Aasiaatu. Po roce stráveném v Qeqertarsuaqu se tam v roce 1895 vrátil. V roce 1897 byl opět jmenován správcem. Od roku 1898 byl pak asistentem v Kangersuatsiaqu, od roku 1903 v Uummannaqu a v roce 1905 správcem v Qasigiannguitu. Odtud se v roce 1907 přestěhoval do Aasiaatu, ale o rok později se vrátil. V roce 1910 byl jmenován správcem v Upernaviku, v roce 1911 pak koloniálním správcem. V letech 1915 až 1923 byl inspektorem Jižního Grónska a v letech 1920 až 1921 také komisařem. V letech 1925 až 1935 byl předsedou Grónské společnosti.
Dne 12. dubna 1903 se v Bregningu oženil s 24letou Ellen Gunhildou Therese Struckovou.